# Vononula singularis
Genre
Espèce
Vononula singularis, unique représentant du genre Vononula, est une espèce d'opilions laniatores de la famille des Cosmetidae.

## Distribution
Cette espèce est endémique du département de Quetzaltenango au Guatemala. Elle se rencontre vers Quetzaltenango.

## Description
Le mâle holotype mesure 4,5 mm.

## Publication originale
- Roewer, 1947 : « Diagnosen neuer Gattungen und Arten der Opiliones Laniatores (Arachn.) aus C.F. Roewer's Sammlung im Senckenberg-Museum. 1. Cosmetidae. Weitere Weberknechte XII. » Senckenbergiana, vol. 28, p. 7–57.